# Левиков, Александр Ильич
Алекса́ндр Ильич Ле́виков (наст. фамилия — Аграно́вич, 27 ноября 1926, Пушкино, Московская область — 26 августа 2015, Прага) — советский и российский поэт, писатель, очеркист, публицист. Автор текста «Песни журналистов» (1962).
Лауреат премии Союза журналистов СССР, трижды лауреат «Литературной газеты», лауреат «Огонька». Награждён орденом Знак Почёта, Почётным знаком Союза журналистов России «Честь. Достоинство. Профессионализм» (2010), медалями. Заслуженный работник культуры РСФСР (1987). Чл. Союза писателей СССР (1984), Союза писателей Москвы, Союза журналистов Москвы.

## Биография
Участник Великой Отечественной войны (1944—1945). Окончил Московский юридический институт (1952). Работал в «Литературной газете».
В шестидесятые — семидесятые годы XX в. посвятил себя исследованию и сравнительному анализу уникальных в СССР социально-экономических экспериментов: самоуправлению в трудовых коллективах («калужский вариант»); выборам производственных руководителей среднего звена; «гибким графикам»: гибкого рабочего времени и банков времени. Для их обсуждения создал в «Литературной газете» новый жанр: «ЗОНД — Открытые полемические турниры», где скрещивали шпаги «читательские команды» сторонников и противников идей первопроходцев, а результаты оценивались экспертами. Участник «Северных экспедиций ЛГ» (Сургут-Нефтеюганск, Колыма, Камчатка, Сахалин). В годы «горбачевской перестройки» был председателем дискуссионного клуба «Позиция» Центрального дома литераторов (ЦДЛ).
На его стихи написан известный журналистский гимн: Вано Мурадели «Песня журналистов» (1962)
Трое суток шагать, трое суток не спать

Ради нескольких строчек в газете…

Если снова начать, я бы выбрал опять

Бесконечные хлопоты эти…
(Эти крылатые слова А. Левикова из «Песни журналистов» вошли в Словарь цитат XX в. [Эксмо-пресс, 2002]

## Произведения

### Проза
- О времени и о себе. М., 1962 (в соавторстве с Е. Яковлевым)
- Колыма и колымчане, М., 1971 (В соавторстве с В. Переведенцевым, А. Смирновым-Черкезовым, В. Травинским)
- Пимены XX века: Средний город глазами социологов, журналистов и горожан. М., Советская Россия, 1973 (Человек среди людей)
- Люди дела. М., Советская Россия, 1977. — 192 с., 15 000 экз.
- Калужский вариант. М., Политидат, 1980. — 392 с., 75 000 экз.
- Калужский вариант. М., Политиздат, 1982 (Издание второе) — 272 с., 90 000 экз.
- Весы доверия. М., Политиздат, 1983 (Серия художественно-публицистических и научно-популярных изданий)
- Чернов и другие. М.,1983 (Писатель и время: сборник документальной прозы)
- Ищи себя, пока не встретишь. М., Политиздат, 1987 (Серия: Личность. Мораль. Воспитание). 376 с., 200 000 экз.
- Формула милосердия. М., 1988 (Библиотека журнала Знамя)
- Воспоминания об Анатолии Аграновском. М.,1988 (В коллективном сборнике издательства Советский писатель)
- Аркадий Райкин в воспоминаниях современников. М., 1997 (В коллективном сборнике Международного Фонда им. Аркадия Райкина)

### Поэзия
- Песня журналистов: стихи А.Левикова — музыка В.Мурадели. Новые лирические песни. Москва, 1963

- Исполняет Иосиф Кобзон: 
- Исполняет Владимир Трошин: 

- Из клетки выпускаю сны. Praha, 1999 (Стихотворения, мемуары, памфлеты и притчи)
- Светотени: стихотворения. «Русская Прага», 2009 ISBN 80-86811-50-6[4]